# Pokrok Západu
Pokrok Západu (anglicky The Progress of the West) byly české noviny vydávané v Omaze v Nebrasce v letech 1871 až 1920. Byly to první české noviny v tomto státě, vydávané pro tehdy rostoucí zdejší českou komunitu. Jejich úspěch v roce 1900 umožnil také sponzorování dalších českých novin na jiných místech USA, například v Minnesotě. Založil je Edward Rosewater, v roce 1877 list prodal Janu Rosickému. Noviny znovu změnily majitele roku 1920, kdy pak jejich další vydávání ustalo.

## Založení a zrušení
List Pokrok Západu byl založen v roce 1871 Edwardem Rosewaterem, česko-židovským přistěhovalcem původem z Bukovan u Příbrami, který po příchodu do Omahy založil anglicky psaný deník Omaha Daily Bee. První české noviny v Nebrasce byly zprvu určeny pro uveřejňování inzerátů nabízejících pozemky pro případné české osadníky ve státě. Periodikum finančně podporovaly např. americké železniční společnosti. V roce 1877 bylo prodáno Janu Rosickému, přistěhovalci, který v 70. letech 19. století přišel do Omahy jakožto novinový editor. Za Rosického se noviny staly médiem pro informování Čechů-imigrantů a výrazně dopomohly k nárůstu migrace obyvatel českých zemí na americký Středozápad. Zatímco většina českých Nebraskanů v politice byla sdružena v Demokratické straně, noviny byly řízeny republikánem Rosewaterem. Editory listu byli mj. Václav Šnajdr, V.A. Jung, F.J. Kuták, Jaroslav Albert Havránek či Otakar Charvát. 
Rosický mj. publikoval i další česká periodika, jako např. Květy Americké, literární časopis obsahující původní tvorbu Čechoameričanů, a Hospodář, který se v roce stal nejrozšířenějším zemědělským časopisem v českoamerické komunitě a který rovněž přispěl k dalšímu českému osídlení Spojených států.  Od roku 1876 do roku 1890 byl Pokrok Západu oficiálním listem Českého spolku vzájemné pomoci zemědělců v Nebrasce, skupiny, která materiálně pomáhala především českým osadníkům ve státě. Od roku 1890 do svého rozpuštění v roce 1893 tuto společnost mediálně zastupovala Nova Doba vydávaná v nebraském Schuyleru. V roce 1900 vzniklo nakladatelství Pokrok, které vydávalo místní české noviny v dalších lokalitách, např. v Iowě (Iowský Pokrok), Minnesotě (Minnesotský Pokrok) a v nebraském Wilberu (Wilberský Týdeník, Wilber Weekly). Od roku 1915 do roku 1920 byl Pokrok Západu deníkem, než byl prodán listu Hlasatel v Chicagu; v roce 1920 potom zcela přestal vycházet.
Motto listu znělo Pilně služíc zájmu národnímu, hledět chci vždy k vzdělání obecnému.